# (73389) 2002 LY12
(73389) 2002 LY12 – planetoida z pasa głównego asteroid okrążająca Słońce w ciągu 5,38 lat w średniej odległości 3,07 j.a. Odkryta 5 czerwca 2002 roku.